# Погарська волость
Погарська волость (Куровська волость) — історична адміністративно-територіальна одиниця Стародубського повіту Чернігівської губернії.
Утворена під час адміністративної реформи 1861 року з центром у селі Курово під назвою Куровська.
Станом на 1885 рік складалася з 25 поселень, 19 сільських громад. Населення — 7445 осіб (3725 чоловічої статі та 3720 — жіночої), 1174 дворових господарств.
|                     | Площа, десятин | У тому числі орної, дес. |
| ------------------- | -------------- | ------------------------ |
| Сільських громад    | 8550           | 4896                     |
| Приватної власності | 16858          | 7702                     |
| Іншої власності     | 1116           | 150                      |
| Загалом             | 26524          | 12748                    |

Основні поселення волості:
- Курово — колишнє державне й власницьке село при річці Судость за 42 версти від повітового міста, 680 осіб, 117 дворів, православна церква, постоялий будинок, крупорушка, вітряний млин. За 12 верст — цегельний завод із вітряним млином і крупорушкою.
- Борщово — колишнє державне й власницьке село при річці Десна, 975 осіб, 165 дворів, православна церква, 2 лавки, вітряний млин, крупорушка, маслобійний завод.
- Городище — колишнє державне й власницьке село при річці Верещеца, 221 особа, 38 дворів, православна церква, водяний і вітряний млини.
- Лобки — колишнє державне й власницьке село, 595 особи, 144 двори, православна церква, 2 постоялих будинки, вітряний млин.
- Стечна — колишнє власницьке село при струмкові, 415 осіб, 70 дворів, православна церква.
- Суворово — колишнє власницьке село при річці Судость, 861 особа, 168 дворів, православна церква, постоялий будинок, 3 вітряних млини.
- Чубарово — колишнє власницьке село при річці Судость, 474 особи, 75 дворів, вітряний млин, винокурний завод.

1888 року волосне правління перенесено до заштатного міста Погар й волость отримала назву Погарська.
1899 року у волості налічувалось 22 сільських громад, населення зменшилось до 10 522 особи (5391 чоловічої статі та 5131 — жіночої).